# Cartea Memoriei
Autor: Lara Avery  
Teme: Autocunoaștere , Romanță 
An publicare :2017  
Vârsta :14 +  
Cartea memoriei  este despre Sammie, o absolventă în fruntea clasei ei, care este destinată să se mute la New York anul viitor pentru facultate. Dar apoi este diagnosticată cu o tulburare genetică rară, iar medicii spun că încet-încet va începe să uite lucrurile. Ea va începe să se dezlege. Își va pierde orientarea și sănătatea ei va începe să scadă. 
Așa că Sammie începe să scrie totul, ca un jurnal, și asta este această carte – o poveste sinceră, crudă, sfâșietoare, dar complet plăcută despre tranziția lui Sammie de la sănătos la nesănătos. Sammie își scrie note. Lucruri de reținut, lucruri de uitat. Ea scrie despre lucruri care o derutează și lucruri pe care nu vrea să le recunoască părinților ei, care devin excesiv de protector și sunt foarte îngrijorați pentru ea. Și încet, cititorul începe să vadă că promisiunea și inteligența lui Sammie dispar. Uneori se întoarce la copilărie, iar alteori se pierde brusc și nu își poate da seama unde se află. 
Lara Avery a scris această carte extrem de bine, pentru că nu este o carte care stârnește lacrimi. Ca cititor, îți pare rău pentru personaj, dar nu plângi pentru ea și nu ești sfâșiat din cauza asta. Și acesta nu este un lucru rău – este deliberat. Pentru că boala nu este punctul central al vieții lui Sammie. Atâtea alte lucruri sunt. Trebuie să descopere ce este important pentru ea și cineeste important pentru ea. În sfârșit, începe să înțeleagă că școala și notele nu sunt totul și că prietenia, familia și sprijinul sunt. Ea crește atât de mult în timpul scurt în care este bolnavă, iar prietenii pe care i-a avut cândva și iubitul pe care ajunge să-l iubească deodată nu par să fie atât de importanți pe cât ar trebui. Și aceste lucruri arată cititorului că această carte este foarte diferită de alte romane pentru tineri. Testează limitele și provoacă cititorul și ia un subiect foarte serios și îl prezintă într-un mod diferit.